# Detector de anomalías magnéticas

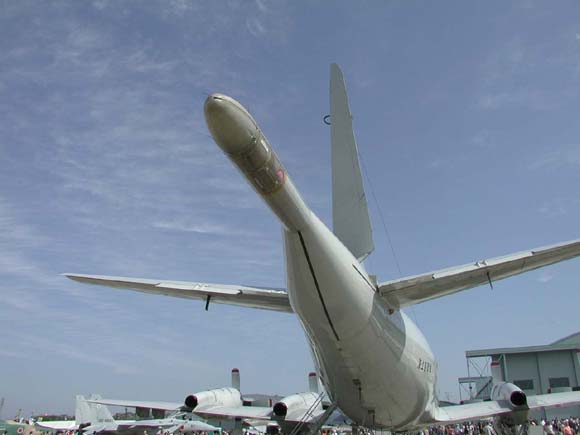
Detector de anomalías magnéticas de un avión P-3C Orion.

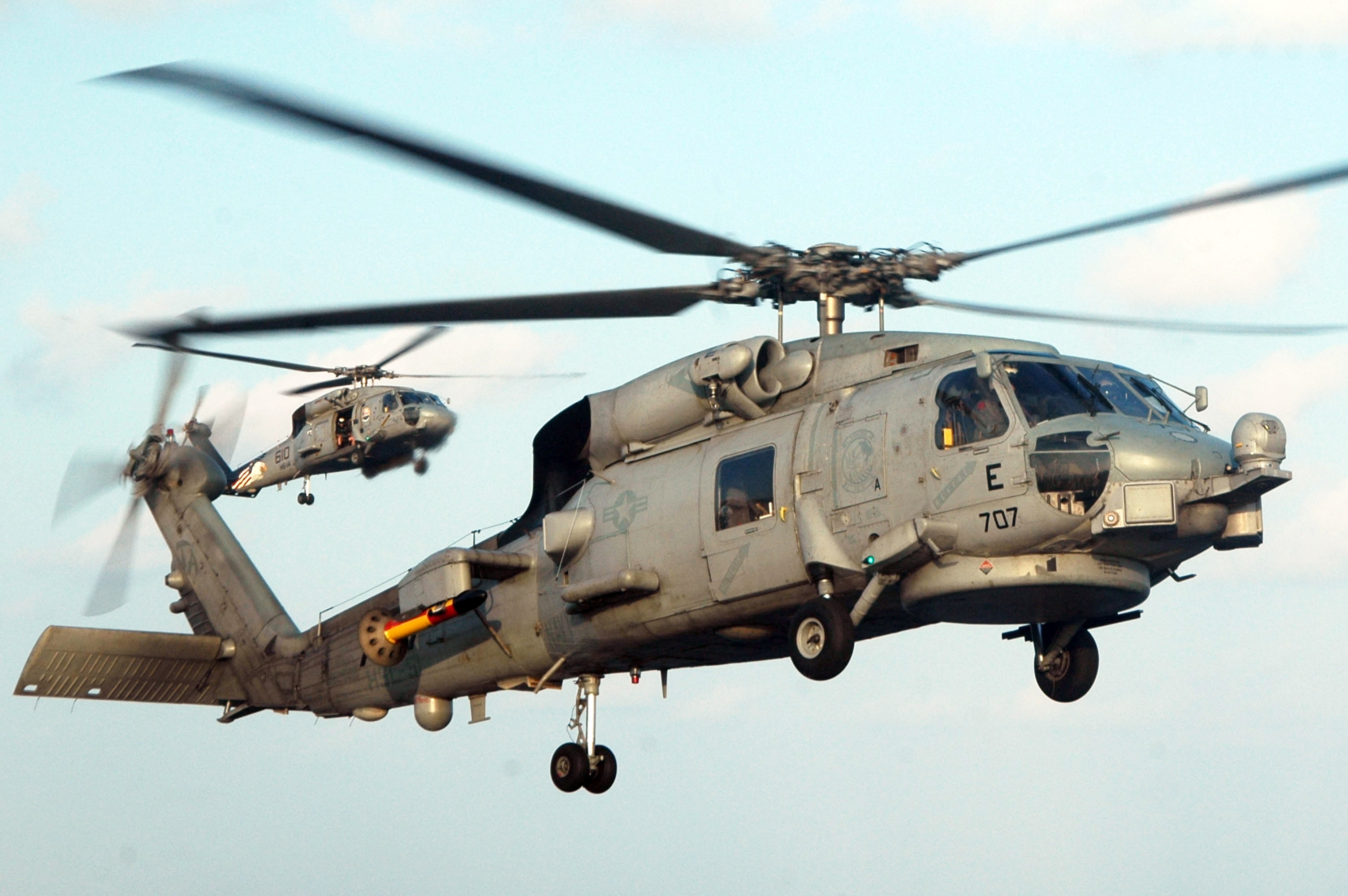
El helicóptero SH-60B Seahawk porta un MAD remolcado amarillo y rojo.

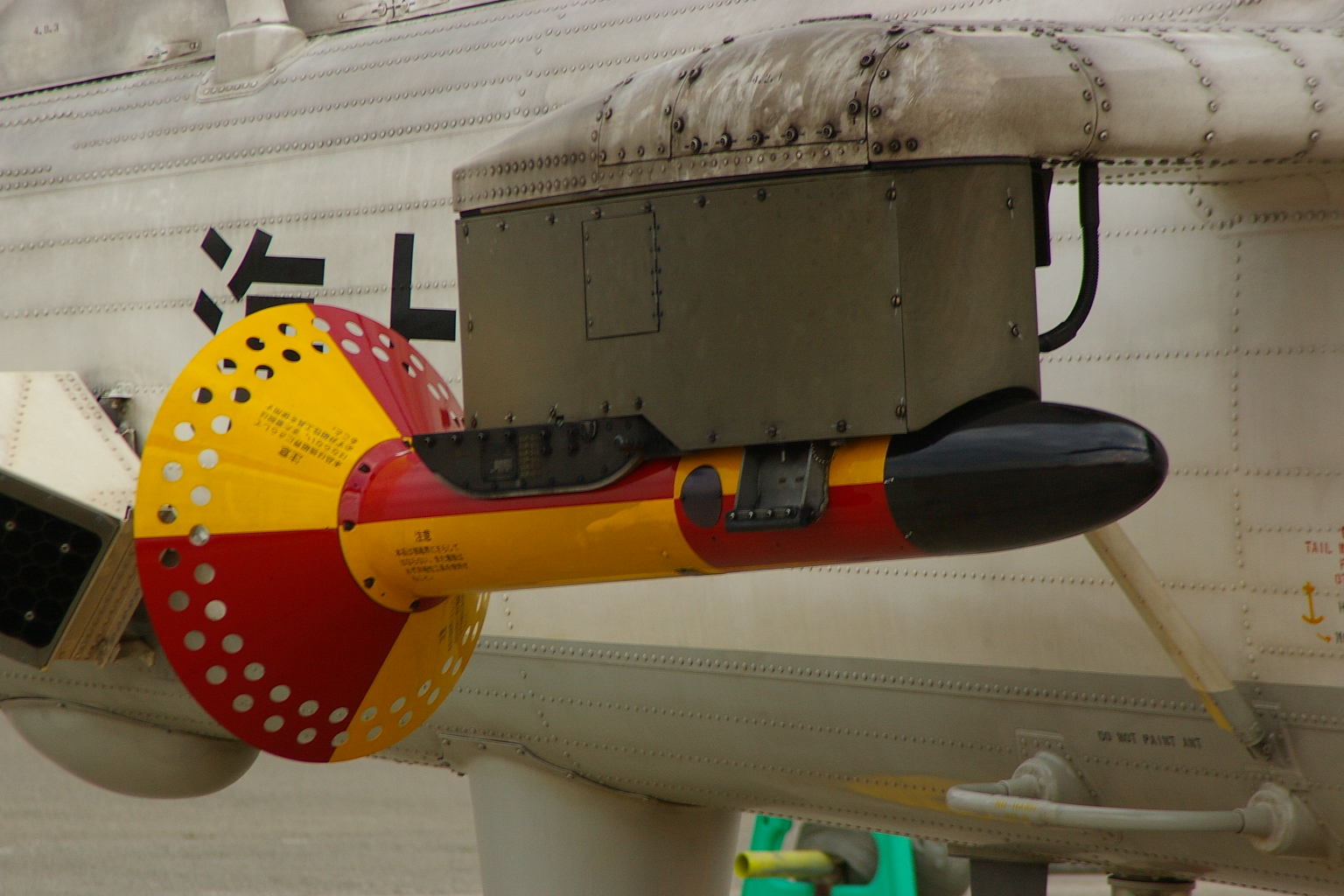
Sobre un SH-60

Un detector de anomalías magnéticas, o MAD por sus siglas en inglés (Magnetic Anomaly Detector), es un equipo empleado para detectar pequeñas variaciones en el campo magnético terrestre. Está formado por magnetómetros y se emplea para detectar submarinos desde aeronaves antisubmarinas. Se basa en que una masa de material ferromagnético altera el campo magnético terrestre, y por tanto, puede ser detectada.
Para reducir las interferencias de los equipos eléctricos de la aeronave, los magnetómetros suelen ir montados en una extensión de la cola, o en un artefacto remolcado. Incluso en este caso, la aeronave debe estar muy cerca del submarino para detectar la anomalía. Tanto el tonelaje de submarino como los materiales con que está construido afectan a la distancia de detección.
Se suele emplear para confirmar la detección de un submarino al que se está siguiendo por otros medios, normalmente acústicos.

## Historia
La exploración geológica por medio de la medición y el estudio de la variaciones en los campos magnéticos de la Tierra ha sido utilizada por los científicos desde 1843. El primer uso de los magnetómetros fue para localizar depósitos de minerales. El primer tratado científico en describir el uso práctico fue publicado en 1879, titulado 'El examen de los depósitos de mineral de hierro utilizando medios magnéticos' por Thalen.
Otro uso militar para los magnetómetros es el que utilizaron en la Guerra de Vietnam los aviones AC-130A Spectre, para detectar camiones por el ruido magnético que emitían sus bobinas de ignición.